# Landstuhler Bruch
Das Landstuhler Bruch, auch Spesbach-Landstuhler Bruch genannt, ist einerseits ein Naturraum, andererseits eine Landschaft in der Westpfalz (Rheinland-Pfalz).
Nach dem Handbuch der naturräumlichen Gliederung Deutschlands gehört das 67 km² umfassende Landstuhler Bruch zur St. Ingbert-Kaiserslauterer Senke und liegt in deren Zentrum. Innerhalb des Nordfranzösischen Schichtstufenlandes bildet die St. Ingbert-Kaiserslauterer Senke eine Untereinheit des Saar-Nahe-Berg- und Tafellandes.

## Geographie

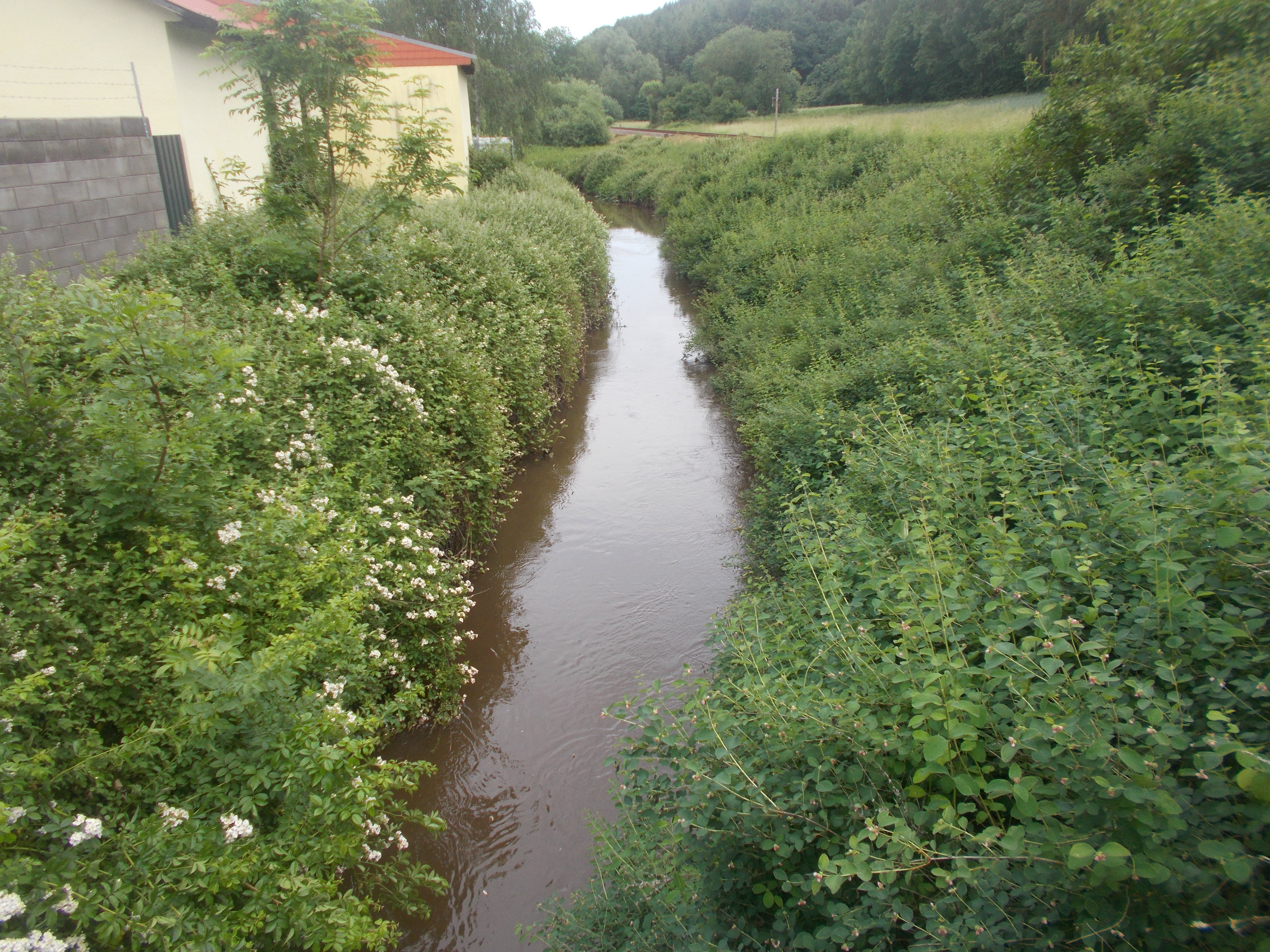
Mohrbach bei Steinwenden

Der Naturraum Landstuhler Bruch erstreckt sich als Senke von etwa 20 km Länge und maximal 7 km Breite von Hauptstuhl im Südwesten über Spesbach, Ramstein-Miesenbach und Landstuhl bis nach Kaiserslautern im Nordosten. Sein tiefster Punkt liegt mit 223 m ü. NHN ganz im Westen bei Hütschenhausen, sein höchster mit 267 m ü. NHN südlich von Siegelbach ganz im Osten. Im Norden wird es begrenzt durch das Nordpfälzer Bergland, das von der Niederung her allmählich ansteigt. Im Süden bildet dagegen die Sickinger Höhe eine sehr deutliche Schichtstufe von etwa 200 m Höhenunterschied. Das Gebiet wird hauptsächlich vom Glan (Westteil) und dem 20 km langen Mohrbach (Mittelteil) entwässert, der unweit südlich der Moordamm-Mühle entspringt und bei Niedermohr in den Glan mündet. Die Bäche im äußersten Osten fließen der Lauter zu, die regional auch Waldlauter genannt wird.
Die gelegentlich für die Landschaft synonym verwendeten Begriffe Westricher Moorniederung oder Westpfälzische Moorniederung sind in ihrer Ausdehnung mit dem Naturraum Landstuhler Bruch nicht identisch. Das Fauna-Flora-Habitat-Gebiet Westricher Moorniederung liegt nur mit seinem östlichen Teil im Landstuhler Bruch. Der westliche Teil liegt dagegen im angrenzenden Naturraum Peterswaldmoor, das auch Jägersburger Moor genannt wird.

## Geschichte
Am Rande des Landstuhler Bruchs wurde von den Römern bereits eine Straße gebaut, die entlang der heutigen Städte Homburg, Landstuhl und Kaiserslautern führte und die Garnison Metz mit der von Mainz oder Worms verband. Sie wurde später Königsstrasse und danach Kaiserstraße genannt.
Eine 1359 hier lokalisierte Burg Kaisersgrund wurde vermutlich nie erbaut.

## Moorniederung

### Torfgewinnung

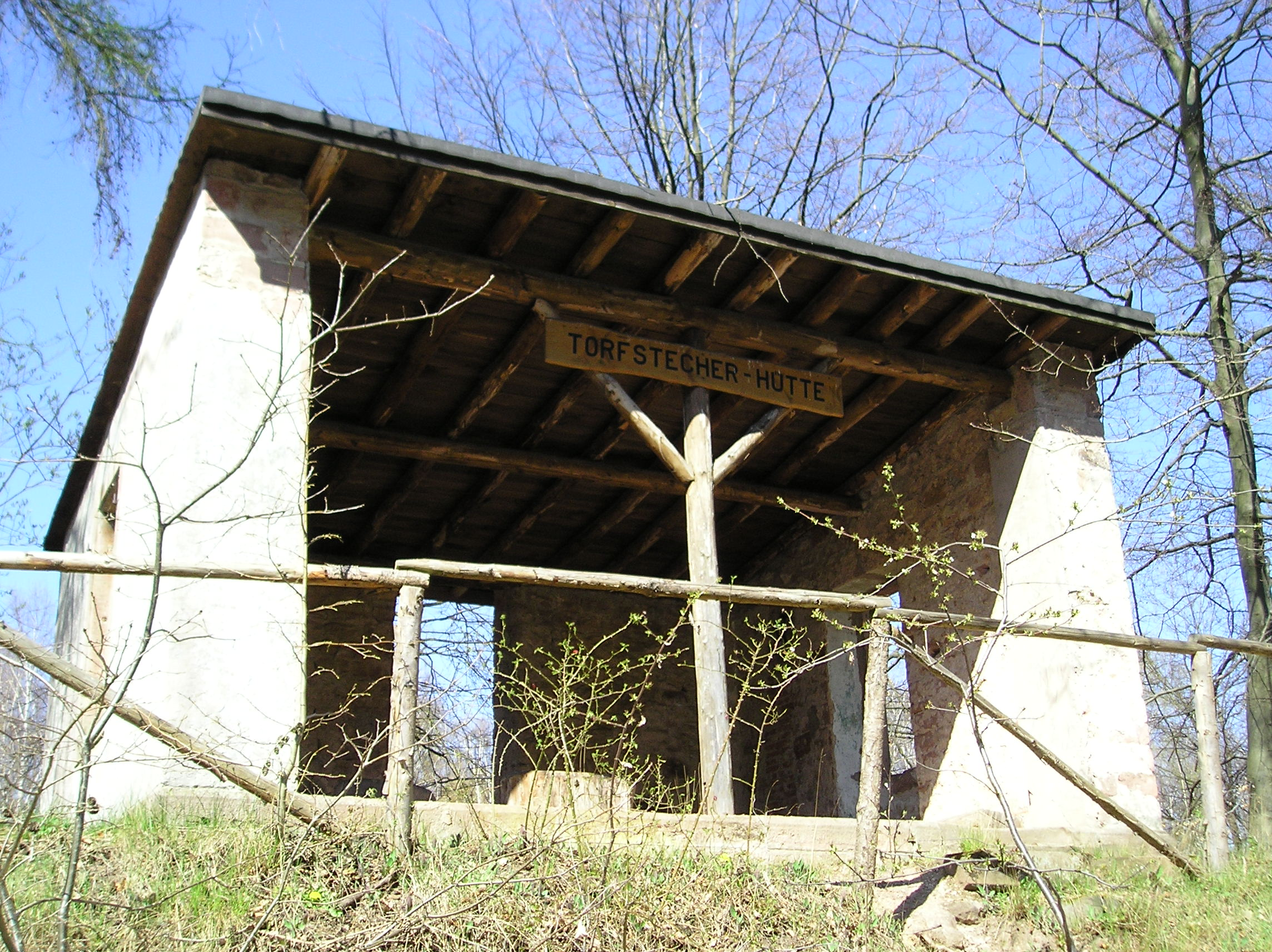
Torfstecher-Hütte im Landstuhler Bruch. Sie steht einige Meter erhöht, was auf die Abbau-Höhe schließen lässt.

Ursprünglich stellte das Landstuhler Bruch eine Moorniederung dar. Noch um das Jahr 1800 war das Gebiet wegen seiner ausgedehnten Sümpfe beinahe unzugänglich und ließ sich nur über Knüppeldämme überqueren. Während des Frühjahrshochwassers entstanden oft sogar weite Wasserflächen, welche die Verwendung von Booten erforderlich machten. Gegen Ende des 18. Jahrhunderts wurde mit der Gewinnung von Torf begonnen. Heute ist das Moor längst ausgetorft.

### Trockenlegung
Die Torfgewinnung und verschiedene Baumaßnahmen in und am Rand des Bruches haben den Grundwasserspiegel stark abgesenkt. Als Folge davon präsentiert sich das Bruch, obwohl im Luv des im Osten gelegenen Pfälzerwaldes ausgiebig mit Niederschlägen versorgt, nun als relativ trockene Ebene.

### Biotop
Ein etwa 8 Hektar großes Gebiet bei Kindsbach, der Geisweiher, wurde seit Anfang des 19. Jahrhunderts mit Erfolg als Urlandschaft erhalten. Dort hat sich ein Biotop entwickelt, das Pflanzen, Amphibien und Vögeln Lebensraum bietet, die auf steigende und fallende Wasserstände im Rhythmus der Jahreszeiten angewiesen sind. Im Naturschutzgebiet Geisweiher findet sich eine vielfältige Flora, unter anderem auch der Sonnentau, eine fleischfressende Pflanze. Am Rande des Geisweihers lädt eine „Torfstecher-Hütte“ zur Rast ein. Moordamm-Mühle und Geisweiher sind auf gut befestigten Wegen, die auch für Radfahrer freigegeben sind, nach etwa 30 Minuten Fußmarsch vom Forsthaus Kindsbach aus zu erreichen.
Neben dem Geisweiher gibt es im Landstuhler Bruch eine Anzahl weiterer Natur- und Landschaftsschutzgebiete, außerdem wurde ein nicht zusammenhängendes, 2.152 ha großes Areal von der Europäischen Union als FFH-Gebiet der Natura-2000-Richtlinie unter Schutz gestellt. Schutzzweck ist die Erhaltung und Entwicklung der verbliebenen Röhrichtbestände, Bruchwälder, Seggenriede sowie anderer Feuchtbiotope. Südlich von Hütschenhausen befindet sich der Kranichwoog, der mit zwei Flachwasserteichen dazu beitragen soll, den Tierarten, deren Bestand durch die Trockenlegung zurückgegangen war, neuen Lebensraum zu bieten.
Charakteristische Tierarten des Bruchs sind neben vielen anderen Arten insbesondere Graureiher (hier befindet sich die derzeit einzige Brutkolonie in der Westpfalz), der wieder angesiedelte Weißstorch, die Wasserralle, die Teichralle, der Kiebitz, die Stockente, die Rohrammer, der Teichrohrsänger und der Eisvogel. Auch Säugetiere wie Wildschwein, Reh, Feldhase, Iltis, Rotfuchs, Bisamratte, Schermaus und Wasserspitzmaus kommen – zum Teil in großer Zahl – vor.

## Sehenswürdigkeiten
Vom Bismarck-Turm auf dem Kirchberg bietet sich ein beeindruckender Rundblick über Landstuhl, die Burg Nanstein, das Landstuhler Bruch und das Nordpfälzer Bergland.

## Verkehr
Seit der Mitte des 20. Jahrhunderts führt die Autobahn 6 (Kaiserslautern–Saarbrücken) längs durch das Bruch. In den 1970er Jahren entstand als Querverbindung mit dem Schnittpunkt Autobahnkreuz Landstuhl die A 62 (Pirmasens–Nonnweiler), die über die A 1 in Richtung Trier angebunden ist.

## Militärische Nutzung
Im Ostteil des Landstuhler Bruches liegt Ramstein Air Base, größter Stützpunkt der US-Luftwaffe außerhalb der USA und Hauptquartier der United States Air Forces in Europe (USAFE) sowie NATO-Basis.